# Melilotus melilotus-officinalis
Melilotus melilotus-officinalis là một loài thực vật có hoa trong họ Đậu. Loài này được (L.) Farw. miêu tả khoa học đầu tiên năm 1900.